# 272 Antonia
272 Antonia је астероид главног астероидног појаса са пречником од приближно 25,35 km.
Афел астероида је на удаљености од 2,861 астрономских јединица (АЈ) од Сунца, а перихел на 2,691 АЈ.
Ексцентрицитет орбите износи 0,030, инклинација (нагиб) орбите у односу на раван еклиптике 4,443 степени, а орбитални период износи 1689,656 дана (4,626 године).
Апсолутна магнитуда астероида је 10,70 а геометријски албедо 0,144.
Астероид је откривен 4. фебруара 1888. године.